# Ad ora incerta
(Primo Levi, Il superstite)
Ad ora incerta è una raccolta di poesie pubblicata da Primo Levi nel 1984. Il titolo è tratto da un verso di Coleridge: Since then, at an uncertain hour, / That agony returns... (The Rime of the Ancient Mariner), già utilizzato dallo scrittore come epigrafe ne I sommersi e i salvati, e suo motivo ricorrente d'ispirazione.
Si tratta di composizioni che partono pressappoco dal 1945 (come Buna), e che affrontano autobiograficamente avvenimenti e sensazioni vissute da Levi nel corso degli anni successivi al suo internamento nei campi di concentramento, pur restando quell'evento al centro dei suoi nodi interiori. I versi del ricordo infatti si sovrappongono al presente, anche nel timore che il passato possa ripetersi: 

## Edizioni
- Ad ora incerta, Garzanti ("Gli Elefanti"), Milano 1984 ISBN 88-11-63375-3 ISBN 88-11-66912-X ISBN 978-88-11-66913-5
- (EN)  Collected Poems, trad. di Ruth Feldman e Brian Swann, London/Boston: Faber and Faber, 1988 ISBN 0571152562 ISBN 0571165397
- (NL)  Op een onzeker uur, trad. di Maarten Asscher e Reinier Speelman, Amsterdam: Meulenhoff, 1988 ISBN 9029038993
- Ad ora incerta, in Opere ("Biblioteca dell'Orsa" n. 6), Torino: Einaudi, 1987 ISBN 88-06-59973-9
- Ad ora incerta, in Opere, vol. II, a cura di Marco Belpoliti, introduzione di Daniele Del Giudice, Torino: Einaudi ("Nuova Universale Einaudi" n. 225), 1997 ISBN 88-06-14637-8
- (FR)  À une heure incertaine, trad. di Louis Bonalumi, prefazione di Jorge Semprún, Paris: Gallimard, 1997 ISBN 2070728307
- (DE)  Zu ungewisser Stunde, trad. di Moshe Kahn, München/Wien: Hanser, 1998 ISBN 3446158855
- (SL)  Ob negotovi uri, trad. di Jolka Milič, Ljubljana: Center za slovensko knjizevnost, 2007 ISBN 9789616036870
- (SV)  I oviss timme och övriga dikter, trad. di Roger Fjellström e Louise Kahan, postfazione di Emanuele Zinato, Stockholm: Italienska Kulturinstitutet, 2011 ISBN 9789197902878
- (HE)  Atem ha-hayim be-vitah, trad. di Ariʼel Reṭhaus, Yerushalayim: Karmel, 2012 ISBN 9789655402841